# Kenn Davis
Kenn Davis (* 20. Februar 1932 in Salinas, Monterey County, Kalifornien; † 12. Januar 2010 in Roseville, Placer County, Kalifornien) eigentlich Kenneth Allan Schmoker, war ein US-amerikanischer Schriftsteller und Maler.

## Leben
Davis war der jüngere Sohn von Wallace Cyril Schmoker und dessen Ehefrau Ruth Halverson; sein älterer Bruder war der Schriftsteller Zekial Marko. Nach der Scheidung seiner Eltern ließ sich die Mutter mit den beiden Söhnen in San Francisco nieder. Dort besuchte Davis zusammen mit seinem Bruder eine Grammar School und wechselten 1941 bei Kriegseintritt der USA in eine Catholic Boy's Boarding School nach San Rafael (Marin County).
Nach Kriegsende lebten die beiden Brüder wieder mit ihrer Mutter und ihrem Stiefvater Henry Davis zusammen in San Francisco. Bei der Adoption durch seinen Stiefvater nahm Davis dessen Familiennamen an. Davis besuchte das City College of San Francisco, wobei ihn in seinen künstlerischen Bestrebungen seine Lehrer wie auch seine Familie sehr unterstützten.
1952 trat Davis in die United States Army ein und nahm am Koreakrieg teil. Im Frühjahr 1954 verließ er die Armee und kehrte nach Kalifornien zurück. Im Herbst desselben Jahres begann er in San Francisco Kunst am City College zu studieren und wechselte zwei Jahre später ans San Francisco Art Institute. Dort nahm er an einigen kleinen Ausstellungen teil, mit denen er aber keine größere Bekanntheit erreichte. Durch seinen Bruder Zekial war Davis auf die Beat Generation aufmerksam geworden. Er war befreundet mit Kenneth Rexroth und gilt als „Mitläufer“ der San Francisco Renaissance. Seine Freundschaft mit dem Schriftsteller Richard Brautigan brachte es mit sich, dass Davis einige Bücher Brautigans illustrierte.
1964 bekam Davis eine Anstellung beim San Francisco Chronicle; als Retuscheur und Illustrator arbeitete dort bis 1984. Neben seinem Brotberuf galt Davis’ größtes Interesse dem Surrealismus. Dabei nannte er u. a. immer auch Hieronymus Bosch als großes Vorbild.
Sechs Wochen vor seinem 78. Geburtstag starb Kenn Davis in Roseville (Placer County) und fand dort auch seine letzte Ruhestätte.

## Werke (Auswahl)
Bilder
- Impression of Ben Gazzara. 1957.
- Richard Brautigan as a young poet. 1959.
- New York. 1986.
- In the age of microwaves. 2009.

Bücher
- The dark side. 1976.
- The Forza trap. 1979.
- Dead to rights. 1981.
- Words can kill. 1984.
- Nijinsky is dead. 1987.
- As October dies. 1987.
- Acts of homicide. 1989.
- Blood of poets. 1990.